# Isidora Aguirre
Isidora Aguirre Tupper (Santiago del Cile, 22 marzo 1919 – 25 febbraio 2011) è stata una scrittrice e drammaturga cilena, autrice di opere teatrali a sfondo sociale, rappresentate in molti paesi delle Americhe e dell'Europa.

## Biografia
Figlia di Fernando Aguirre Errázuriz e della pittrice María Tupper Huneeus (1893–1965), Isidora Aguirre era una studentessa della Scuola "Giovanna d'Arco" di Santiago. Studiò successivamente servizi sociali, letteratura, pianoforte, balletto moderno e disegno dal 1937 al 1939.
All'età di 21 anni, nel 1940, Nené (nomignolo con cui veniva chiamata) sposò Gerardo Carmona, un profugo della guerra civile spagnola. Visse in campagna per cinque anni, poi andò con lui a Parigi, dove iniziò a guadagnarsi da vivere come illustratrice, pur continuando a studiare teatro e cinema.

### Carriera artistica

#### Letteratura per ragazzi
Prima di dedicarsi al teatro, aveva cominciato a scrivere racconti per bambini – nel 1938 ne pubblicò una raccolta di otto. Pubblicò anche un romanzo per bambini nel 1948. Isidora Aguirre ha ricordato le sue prime prove letterarie così: "Penso che sia stato all'età di sei anni che ho scritto una storia che poi abbiamo rilegato. Si chiamava Los anteojos de Pepito ed era di tre pagine con caratteri molto grandi. Non ho più scritto racconti fino all'età di quindici anni, quando Marta Brunet, amica di mia madre, mi ha affidato la pagina per ragazzi della rivista Familia".

#### Teatro
Tornata in Cile, un incontro casuale con l'attore e regista teatrale Hugo Miller su un filobus fu decisivo per definire la sua vocazione e dedicarsi completamente alla drammaturgia. Così, nel 1952 Aguirre si iscrisse ad un corso di recitazione, su proprio impulso, presso l'Accademia cilena del Ministero della Pubblica Istruzione. Da quel momento in poi, la sua dedizione all'attività teatrale l'avrebbe portata, in molte occasioni, a mettere da parte anche la sua vita personale.
Sulla sua completa dedizione al teatro, disse: "Bisogna sempre scegliere. Non è possibile essere sposati e scrivere come faccio io. La pérgola mi è costata lacrime. Ho dovuto passare intere giornate in biblioteca alla ricerca di dati storici, anche se ero in attesa della mia figlia più piccola e mi sarebbe piaciuto fare dei cappottini. Ma il teatro ha scelto me. Per Los papeleros ho passato mesi a chiacchierare con chi rovista tra i bidoni della spazzatura. E Lautaro voleva dire andare, a cavallo, nelle roccaforti indigene e viverci. Quale marito sarebbe d’accordo?".
Come molti drammaturghi cileni negli anni Cinquanta e Sessanta, la sua carriera è iniziata sotto l'egida dei teatri universitari, istituzioni che, a partire dagli anni Quaranta, hanno generato un cambiamento qualitativo oltre che quantitativo nell'attività teatrale cilena. Con la fondazione del Teatro Experimental de la Universidad de Chile nel 1941, e il Teatro Ensayo de la Universidad Católica nel 1943 iniziò a svilupparsi una pratica teatrale professionale caratterizzata da un maggior rigore artistico e tecnico rispetto al teatro commerciale. Questo a sua volta ha favorito sia la produzione di opere teatrali che la creazione di nuovi gruppi teatrali, e un pubblico per quel tipo di teatro nel paese.
Nel 1955 debuttarono le sue prime commedie, Carolina e La dama del canasto,, ma ben presto si dedicò al "teatro d'impegno", genere a cui appartiene gran parte della sua produzione. Per attuare la protesta sociale, sperimentò vari stili teatrali: commedia, commedia musicale, farsa, opere storiche, opere di testimonianza e teatro popolare. Nel 1959 presentò in anteprima la sua prima tragedia, Población Esperanza, di marcato contenuto sociale e scritta insieme al romanziere Manuel Rojas. L'anno successivo, giunse la fama con La pérgola de las flores, un'opera teatrale che è stata prodotta innumerevoli volte e trasformata in un film omonimo diretto dal regista uruguaiano-argentino Román Viñoly Barreto nel 1965..

#### Romanzi
Isidora Aguirre ha anche scritto romanzi per adulti. Il primo, Doy por vivido todo lo soñado, pubblicato nel 1987, è la storia romanzata di sua madre. Il secondo, Carta a Roque Dalton (1990), è dedicato allo scrittore salvadoregno e all'amore che ha condiviso con lui nel 1969, quando era membro della giuria del Premio Casa de las Américas, che Dalton vinse con la sua raccolta di poesie Taberna y altri lugares. Infine, Santiago de diciembre a diciembre è una storia d'amore che si svolge durante il governo di Salvador Allende e il colpo di stato militare dell'11 settembre 1973.

### Insegnamento
È stata professoressa di teatro cileno e costruzione drammatica presso l'Università del Cile. Insegnò anche all'Universidad Técnica del Estado e all'Arrau Corporation. Dopo che Augusto Pinochet prese il potere in Cile, Isidora Aguirre, che rimase nel Paese, perse il lavoro universitario, ma nei suoi viaggi in America Latina, insegnò teatro nei laboratori di Quito, Cali, Bogotà e Messico.

### Vita privata
Ebbe due figli con il primo marito, Gerardo Carmona, e altri due con il secondo, l'inglese Peter Sinclaire, dal quale si separò allo stesso modo.

### Morte
Isidora Aguirre Tupper morì la notte del 25 febbraio 2011 a causa di un'emorragia interna. Come ha commentato la sua amica e scrittrice Virginia Vidal: "Per Isidora, il Cile l'ha seppellita a causa del Premio Nazionale per la Letteratura che sarebbe stato un riconoscimento ridotto del suo vasto lavoro di romanziera e drammaturga".

### Eredità culturale
Postumo fu pubblicato un quinto romanzo di Aguirre, Guerreros del sur, scritto in collaborazione con Renato Peruggi e con un prologo di Andrea Jeftanovic. Il libro è ispirato a Lientur, il toqui che sconfisse gli spagnoli nella battaglia di Las Cangrejeras il 15 maggio 1629.
Nonostante il suo immenso lavoro, lo spirito progressista, la difesa dei diritti umani e l'attività patriottica, i governi di Concertación negarono ripetutamente il Premio Nazionale per la Letteratura a Isidora Aguirre. Questo fatto è stato ricordato dal drammaturgo Juan Radrigán nel suo discorso di accettazione del premio nel 2012.

## Teatro

### La pergola de las Flores
Narra la lotta che i Pergoleras di Santiago fecero per non perdere i loro luoghi di lavoro tradizionali e l'arrivo di Carmela, una giovane contadina arrivata nella città di Santiago nel processo di urbanizzazione e modernizzazione. Mostra il contrasto tra la cultura della campagna e quella della capitale. È una storia d'amore, di tradizioni, ma anche di negoziazioni tra le classi più umili e le autorità.

### Los papeleros
Mostra la sussistenza indignata e disumana condotta da un gruppo di netturbini negli anni Sessanta, in una discarica alla periferia di Santiago. Attraverso i personaggi chiave della storia scaturiscono diversi conflitti sociali, incorniciati dalla povertà e dalla discriminazione.

### Los que van quedando en el camino
Rappresenta la rivolta e il successivo massacro di contadini avvenuto nella città meridionale di Ránquil nel 1934. Il tema è il diritto di proprietà della terra, un problema molto caldo. Presenta i fatti alla maniera brechtiana, mettendo in luce le contraddizioni interne dei personaggi.

## Premi e riconoscimenti
- Premio della critica e d'alloro d'oro per Población Esperanza[14]
- Premio della Critica per La pérgola de las flores[14]
- Premio Luis Alberto Heiremans per il teatro popolare[14]
- 1964 – Premio municipale di letteratura di Santiago per Los papeleros[10]
- 1971 – Premio municipale di letteratura di Santiago per Los que van quedando en el camino[10]
- Premio Eugenio Dittborn per Lautaro
- 1987 – Premio Casa de las Américas per El retablo de Yumbel[10][14]
- Medaglia di Santiago per il suo contributo alla cultura nazionale[15]
- 2005 – Pablo Neruda Ordine al merito artistico e culturale[16]

## Opere

### Prosa
- 1938 – Ocho cuentos (per bambini), ed. Zig Zag, Santiago, Cile
- 1948 – Wai-Kii (romanzo per bambini), ed. Rapa Nui, Santiago, Cile[13]
- 1987 – Doy por vivido todo lo soñado (romanzo)[13]
- 1990 – Carta a Roque Dalton (romanzo)
- 1998 – Santiago de diciembre a diciembre (romanzo)
- 2011 – Guerreros del sur (romanzo), con prologo di Andrea Jeftanovic[13]

### Teatro
- 1955 – Carolina (commedia)
- 1955 – La dama del canasto (commedia)
- 1956 – Pacto de medianoche (commedia in un atto)
- 1956 – Anacleto Chin-Chin (farsa per bambini in un atto)
- 1956 – Entre dos trenes (dramma in un atto)
- 1957 – Dos y dos son cinco (commedia in tre atti)
- 1957 – Las tres Pascualas (dramma in tre atti sulla legenda delle tre Pascuala, su tre donne che si uccidono per lo stesso uomo)
- 1957 – La micro (monologo per una donna, in un atto)[17]
- 1958 – Las sardinas o la supresión de Amanda (monologo per un uomo, in un atto)[17]
- 1959 – Población Esperanza (tragedia scritta con Manuel Rojas)
- 1960 – La pérgola de las flores (commedia musicale; musica e testi di tre canzoni: Francisco Flores del Campo; regia della prima: Eugenio Guzmán)[5]
- 1962 – Los papeleros (con canzoni di Gustavo Becerra) (Premio Municipale del 1964)
- 1964 – Don Anacleto Avaro (farsa, pubblicata in un volume di teatro scolastico)
- 1965 – La dama del canasto (spettacolo; con musiche di Sergio Ortega)
- 1969 – Los que van quedando en el camino (dramma basato su eventi reali; il titolo deriva da una frase di Che Guevara )
- 1970 – Quién tuvo la culpa de la muerte de la María González (opera teatrale)
- 1972 – Cabezones de la feria (Contingente Teatrale Educativo)
- 1972 – Historia de las JJCC (coreografia di Patricio Bunster, regia di Víctor Jara, Estadio Nacional)
- 1974 – En aquellos locos años veinte (adattamento di La señorita charleston di Armando Moock)
- 1974 – La Desideria en el cielo (opera teatrale; musica di Luis Advis)
- 1975 – La leyenda de las tres Pascualas (opera teatrale, 2ª versione)
- 1979 – Amor a la africana (commedia)
- 1980 – Los juglares
- 1982 – Lautaro. Epopeya del pueblo mapuche
- 1982 – Esos padres de la patria: Manuel Rodríguez (spettacolo; musica popolare epica)
- 1983 – Fuenteovejuna (adattamento di Aguirre dell'opera classica di Lope de Vega)
- 1984 – Mi primo Federico (piéce la cui azione si svolge a Granada)
- 1986 – Federico hermano (omaggio a García Lorca, dramma poetico)
- 1987 – El retablo de Yumbel (Premio Casa de las Américas[14])
- 1987 – El señor presidente (adattamento teatrale del romanzo di Miguel Ángel Asturias)
- 1988 – Diálogos de fin de siglo (piéce ispirata alla tragedia del presidente cileno José Manuel Balmaceda)
- 1988 – Tía Irene, yo te amaba
- 1993 – Los libertadores Bolívar y Miranda (pezzo storico su Simón Bolívar e Francisco de Miranda)
- 1999 – Manuel (piéce basata sulla leggenda di Manuel Rodríguez)
- 2000 – El adelantado don Diego de Almagro (commedia su Diego de Almagro)
- 2003 – ¡Subiendo..., último hombre! (piéce sulla chiusura delle miniere di carbone a Lota)